# Unitelefilm
La Unitelefilm è stata una casa di produzione cinematografica italiana fondata a Roma nel 1963.

## Storia
Luciano Romagnoli, all'epoca responsabile della Sezione stampa e propaganda del Partito Comunista Italiano, pensò a un'istituzione che raccogliesse e conservasse tutti i documentari propagandandistici realizzati nell'ambito dell'attività del partito, ma che potesse anche svolgere un'autonoma attività di produzione. La Unitelefilm fu diretta, tra gli altri, da Ugo Gregoretti. Nel 1979 il patrimonio della Unitelefilm fu trasferito all'Archivio audiovisivo del movimento operaio e democratico.

## Gli autori
Tra gli autori di documentari prodotti dalla Unitelefilm si ricordano Gianni Amico, Bernardo Bertolucci, Giuseppe Ferrara, Carlo Lizzani, Francesco Maselli, Elio Petri, Paolo e Vittorio Taviani. 